# Wahl des Parlaments der Region Brüssel-Hauptstadt 2009
- PS: 21
- Ecolo: 16
- MR: 24
- cdh: 11
- sp.a: 4
- Groen!: 2
- Open VLD: 4
- CD&V: 3
- N-VA: 1
- VB: 3

Die Wahl des Parlaments der Region Brüssel-Hauptstadt 2009 fand am 12. Juni 2009, zeitgleich mit der Europawahl statt. Gewählt wurden die Mitglieder der Legislative der Region Brüssel-Hauptstadt, eine der drei Regionen Belgiens, für die Legislaturperiode 2009–2014.

## Parteien und Wahlsystem
Die Parteien waren aufgeteilt in französischsprachige und flämischsprachige Parteien. Es kandidierten 21 französischsprachige und 11 flämischsprachige Listen. Die Anzahl der Sitze wurde 2004 von 75 auf 89 Sitze vergrößert. Die Aufteilung auf die Sprachgruppen erfolgte bisher proportional zur Anzahl der abgegebenen Stimmen für die Parteien der Sprachgruppen. Sie wurde ab 2004 auf 72 Sitze für die französischsprachigen und 17 Sitze für die flämischsprachigen Listen festgelegt. Innerhalb der Sprachgruppen wurden die Sitze nach dem D’Hondt-Verfahren vergeben. Ebenfalls neu eingeführt wurde eine Sperrklausel von 5 % der Stimmen für die jeweilige Sprachgruppe.
| französischsprachige Listen | französischsprachige Listen                                                                 |
| --------------------------- | ------------------------------------------------------------------------------------------- |
| CAP D’Orazio                | Comité pour une autre politique D’Orazio                                                    |
| CDF                         | Chrétiens démocrates francophones                                                           |
| CDH                         | Centre Démocrate Humaniste                                                                  |
| DP                          | Discrimination positive                                                                     |
| Ecolo                       | Ecolo                                                                                       |
| Égalité                     |                                                                                             |
| FDB                         | Front démocratique bruxellois                                                               |
| FN                          | Front national                                                                              |
| FNB                         | Front nouveau de Belgique                                                                   |
| MR                          | Mouvement Réformateur                                                                       |
| musulmans.be                |                                                                                             |
| Nation                      | Mouvement Nation                                                                            |
| PC-PSL-LCR-PH               | Parti communiste–Parti socialiste de lutte–Ligue communiste révolutionnaire–Parti humaniste |
| Pro Bruxsel (F)             |                                                                                             |
| PS                          | Parti socialiste                                                                            |
| P.S.H.                      | Parti socialiste humaniste                                                                  |
| PTB+                        | Parti du travail de Belgique                                                                |
| RWF-RBF                     | Rassemblement Wallonie-France–Rassemblement Bruxelles-France                                |
| Trèfle                      |                                                                                             |
| UNIE                        |                                                                                             |
| Vélorution!                 |                                                                                             |
| flämischsprachige Listen    |                                                                                             |
| Kürzel                      | Liste                                                                                       |
| B.U.B (BELG.UNIE)           | Belgische Unie – Union belge – Belgische Union                                              |
| CD&V                        | Christelijke Volkspartij                                                                    |
| Groen!                      | Groen!                                                                                      |
| Lijst Dedecker              |                                                                                             |
| N-VA                        | Nieuw-Vlaamse Alliantie                                                                     |
| OpenVLD                     | Open Vlaamse Liberalen en Democraten                                                        |
| Pro Bruxsel (N)             |                                                                                             |
| PVDA+                       | Partij van de Arbeid                                                                        |
| SLP                         | Sociaal-Liberale Partij                                                                     |
| sp.a                        | Socialistische Partij Anders                                                                |
| VB                          | Vlaams Belang                                                                               |

## Ergebnisse

Stimmenstärkste Partei in den Wahlkantonen von Brüssel

### Ergebnis nach Sprachgruppen
Niederländischsprachige Listen gewannen 51.818 gültige Stimmen (11,24 %) und 17 Mandate (19,1 %). Französischsprachige Listen gewannen 408.870 gültige Stimmen (88,75 %) und 72 Mandate (80,9 %). Die Prozentangaben in der folgenden Tabelle beziehen sich auf die Anteile innerhalb der jeweiligen Sprachgruppe.
| Partei                                          | Partei                                          | Stimmen | Stimmen  | Stimmen       | Sitze | Sitze   | Sitze   |
| Partei                                          | Partei                                          | Zahl    | in %     | +/-           | Zahl  | in %    | +/-     |
| ----------------------------------------------- | ----------------------------------------------- | ------- | -------- | ------------- | ----- | ------- | ------- |
| Französischsprachige Listen                     |                                                 |         |          |               |       |         |         |
|                                                 | MR                                              | 121.905 | 29,82 %  | ▼2,68 %       | 24    | 25,0 %  | ▼1      |
|                                                 | PS                                              | 107.303 | 26,24 %  | ▼7,10 %       | 21    | 29,2 %  | ▼5      |
|                                                 | Ecolo                                           | 82.663  | 20,22 %  | ▲10,54 %      | 16    | 11,1 %  | ▲9      |
|                                                 | CDH                                             | 60.527  | 14,80 %  | ▲0,71 %       | 11    | 12,5 %  | ▲1      |
|                                                 | Front National                                  | 7.803   | 1,91 %   | ▼3,51 %       | 0     | 0,0 %   | ▼4      |
|                                                 | Pro Bruxsel                                     | 6.840   | 1,67 %   | (neu)         | 0     | 0,0 %   | (neu)   |
|                                                 | Égalité                                         | 4.289   | 1,05 %   | (neu)         | 0     | 0,0 %   | (neu)   |
|                                                 | musulmans.be                                    | 4.055   | 0,99 %   | (neu)         | 0     | 0,0 %   | (neu)   |
|                                                 | PTB+                                            | 3.427   | 0,84 %   | (neu)         | 0     | 5,6 %   | (neu)   |
|                                                 | PC-PSL-LCR-PH                                   | 2.042   | 0,50 %   | (neu)         | 0     | 0,0 %   | (neu)   |
|                                                 | CDF                                             | 1.807   | 0,44 %   | ▼0,55 %       | 0     | 0,0 %   | ▬       |
|                                                 | Vélorution !                                    | 1.402   | 0,34 %   | (neu)         | 0     | 0,0 %   | (neu)   |
|                                                 | RWF-RBF                                         | 1.321   | 0,32 %   | ▼0,08 %       | 0     | 0,0 %   | ▬       |
|                                                 | FDB                                             | 588     | 0,14 %   | (neu)         | 0     | 0,0 %   | (neu)   |
|                                                 | FNB                                             | 557     | 0,14 %   | ▼0,54 %       | 0     | 0,0 %   | ▬       |
|                                                 | CAP-D’Orazio                                    | 521     | 0,13 %   | (neu)         | 0     | 0,0 %   | (neu)   |
|                                                 | Unie                                            | 491     | 0,12 %   | (neu)         | 0     | 0,0 %   | (neu)   |
|                                                 | Nation                                          | 471     | 0,12 %   | (neu)         | 0     | 0,0 %   | (neu)   |
|                                                 | Trefle                                          | 416     | 0,10 %   | (neu)         | 0     | 0,0 %   | (neu)   |
|                                                 | D. P.                                           | 299     | 0,07 %   | (neu)         | 0     | 0,0 %   | (neu)   |
|                                                 | P.S.H.                                          | 143     | 0,03 %   | (neu)         | 0     | 0,0 %   | (neu)   |
| Gesamt                                          | Gesamt                                          | 408.870 | 100,00 % | –             | 72    | 100,0 % | –       |
| Niederländischsprachige Listen                  |                                                 |         |          |               |       |         |         |
|                                                 | Open Vld                                        | 11.957  | 23,07 %  | ▲3,17 %Anm 1  | 4     | 29,4 %  | ▬Anm 1  |
|                                                 | sp.a                                            | 10.085  | 19,46 %  | ▲1,78 %Anm 2  | 4     | 17,6 %  | ▲1Anm 2 |
|                                                 | Vlaams Belang                                   | 9.072   | 17,51 %  | ▼16,56 %Anm 3 | 3     | 5,9 %   | ▼3Anm 3 |
|                                                 | cd&v                                            | 7.696   | 14,85 %  | ▲14,85 %Anm 4 | 3     | 11,8 %  | ▲3Anm 4 |
|                                                 | Groen!                                          | 5.806   | 11,20 %  | ▲1,40 %       | 2     | 17,6 %  | ▲1      |
|                                                 | N-VA                                            | 2.586   | 4,99 %   | ▲4,99 %Anm 4  | 1     | 17,6 %  | ▲1Anm 4 |
|                                                 | Lijst Dedecker                                  | 1.957   | 3,78 %   | (neu)         | 0     | 0,0 %   | (neu)   |
|                                                 | Pro Bruxsel N                                   | 1.225   | 2,36 %   | (neu)         | 0     | 0,0 %   | (neu)   |
|                                                 | PVDA+                                           | 611     | 1,18 %   | (neu)         | 0     | 0,0 %   | (neu)   |
|                                                 | BUB                                             | 462     | 0,89 %   | ▲0,07 %       | 0     | 0,0 %   | ▬       |
|                                                 | SLP                                             | 361     | 0,70 %   | ▼1,12 %       | 0     | 0,0 %   | ▬       |
| Gesamt                                          | Gesamt                                          | 51.818  | 100,00 % | –             | 17    | 100,0 % | –       |
| Gültige Stimmen                                 | Gültige Stimmen                                 | 460.688 | 95,00 %  | —             | 89    | 100,0 % | –       |
| Ungültige Stimmen                               | Ungültige Stimmen                               | 24.031  | 5,00 %   |               |       |         |         |
| Abgegebene Stimmen                              | Abgegebene Stimmen                              | 484.719 | 100,00 % |               |       |         |         |
| Anzahl der Wahlberechtigten und Wahlbeteiligung | Anzahl der Wahlberechtigten und Wahlbeteiligung | 574.793 | 84,33 %  | ▲0,75         |       |         |         |

Anmerkungen

Anm. 1 die Ergebnisse von Open Vld sind mit denen von VLD-Vivant 2004 verglichen.

Anm. 2 die Ergebnisse von sp.a sind mit denen von sp.a-SPIRIT 2004 verglichen.

Anm. 3 die Ergebnisse von Vlaams Belang sind mit denen des Vlaams Blok 2004 verglichen.

Anm. 3 2004 kandidierten NV-A und cd&v auf einer gemeinsamen Liste und gewannen zusammen 16,77 % und 3 Sitze

### Gesamtergebnis
Die folgende Tabelle stellt das Ergebnis unabhängig von der Sprachgruppenzugehörigkeit dar. Die Prozentangaben in der folgenden Tabelle beziehen sich auf das Gesamtstimmenzahl (gültige Stimmen).
| Partei                                          | Partei                                          | Stimmen | Stimmen  | Sitze | Sitze   |
| Partei                                          | Partei                                          | Zahl    | in %     | Zahl  | in %    |
| ----------------------------------------------- | ----------------------------------------------- | ------- | -------- | ----- | ------- |
|                                                 | MR                                              | 121.905 | 26,46 %  | 24    | 27,0 %  |
|                                                 | PS                                              | 107.303 | 23,29 %  | 21    | 23,6 %  |
|                                                 | Ecolo                                           | 82.663  | 17,94 %  | 16    | 18,0 %  |
|                                                 | CDH                                             | 60.527  | 13,14 %  | 11    | 12,4 %  |
|                                                 | Open Vld                                        | 11.957  | 2,60 %   | 4     | 4,5 %   |
|                                                 | sp.a                                            | 10.085  | 2,19 %   | 4     | 4,5 %   |
|                                                 | Vlaams Belang                                   | 9.072   | 1,97 %   | 3     | 3,4 %   |
|                                                 | Pro Bruxsel                                     | 8.065   | 1,75 %   | 0     | 0,0 %   |
|                                                 | FN                                              | 7.803   | 1,69 %   | 0     | 0,0 %   |
|                                                 | cd&v                                            | 7.696   | 1,67 %   | 3     | 3,4 %   |
|                                                 | Groen!                                          | 5.806   | 1,26 %   | 2     | 2,2 %   |
|                                                 | Egalité                                         | 4.289   | 0,93 %   | 0     | 0,0 %   |
|                                                 | musulmans.be                                    | 4.055   | 0,88 %   | 0     | 0,0 %   |
|                                                 | PTB+/PVDA+                                      | 4.038   | 0,88 %   | 0     | 0,0 %   |
|                                                 | N-VA                                            | 2.586   | 0,56 %   | 1     | 1,1 %   |
|                                                 | PC-PSL-LCR-PH                                   | 2.042   | 0,44 %   | 0     | 0,0 %   |
|                                                 | Lijst Dedecker                                  | 1.957   | 0,42 %   | 0     | 0,0 %   |
|                                                 | CDF                                             | 1.807   | 0,39 %   | 0     | 0,0 %   |
|                                                 | Vélorution!                                     | 1.402   | 0,30 %   | 0     | 0,0 %   |
|                                                 | R.W.F.-R.B.F.                                   | 1.321   | 0,29 %   | 0     | 0,0 %   |
|                                                 | FDB                                             | 588     | 0,13 %   | 0     | 0,0 %   |
|                                                 | FNB                                             | 557     | 0,12 %   | 0     | 0,0 %   |
|                                                 | CAP-D’Orazio                                    | 521     | 0,11 %   | 0     | 0,0 %   |
|                                                 | Unie                                            | 491     | 0,11 %   | 0     | 0,0 %   |
|                                                 | Nation                                          | 471     | 0,10 %   | 0     | 0,0 %   |
|                                                 | BUB                                             | 462     | 0,10 %   | 0     | 0,0 %   |
|                                                 | Trefle                                          | 416     | 0,09 %   | 0     | 0,0 %   |
|                                                 | SLP                                             | 361     | 0,08 %   | 0     | 0,0 %   |
|                                                 | D.P.                                            | 299     | 0,06 %   | 0     | 0,0 %   |
|                                                 | P.S.H                                           | 143     | 0,03 %   | 0     | 0,0 %   |
|                                                 | FE-MDCEJ                                        | 143     | 0,03 %   | 0     | 0,0 %   |
| Gültige Stimmen                                 | Gültige Stimmen                                 | 460.688 | 95,00 %  |       |         |
| Ungültige Stimmen                               | Ungültige Stimmen                               | 24.031  | 5,00 %   |       |         |
| Abgegebene Stimmen                              | Abgegebene Stimmen                              | 484.719 | 100,00 % | 89    | 100,0 % |
| Anzahl der Wahlberechtigten und Wahlbeteiligung | Anzahl der Wahlberechtigten und Wahlbeteiligung | 584.310 | 84,33 %  |       |         |